# Konde (Micheweni)
Konde è una circoscrizione mista (mixed ward) della Tanzania situata nel distretto di Micheweni, regione di Pemba Nord. Conta una popolazione di 8 573 abitanti (censimento 2012).